# Округ Милер (Џорџија)
Округ Милер (енгл. Miller County) је округ у америчкој савезној држави Џорџија.

## Демографија
По попису из 2010. године број становника је 6.125, што је 258 (-4,0%) становника мање 2000. године.
| Група             | 2000.         | 2010.         |
| Белци             | 4.456 (69,8%) | 4.237 (69,2%) |
| Афроамериканци    | 1.845 (28,9%) | 1.720 (28,1%) |
| Азијати           | 3 (0,0%)      | 28 (0,5%)     |
| Хиспаноамериканци | 44 (0,7%)     | 93 (1,5%)     |
| Укупно            | 6.383         | 6.125         |